# Club sportif Meaux Academy Football
Pour l’article homonyme, voir CS Meaux Handibasket.
Actualités
Le CS Meaux Academy est un club de football français basé à Meaux et jouant au Stade Alberto Corazza. Le club évolue en Régional 2.

## Histoire

### Repères historiques
Le club omnisports du CS Meaux est né en 1902 avec la création de la section Rugby. La section football du CS Meaux fut officiellement créée en 1909. Il participa aux premières rencontres de Football amateur avant la Seconde Guerre mondiale. À l'issue de la guerre le club est divisé en deux. Le CA Meaux reprend le numéro d'affiliation du CS Meaux et les enfants de Saint-Faron qui est créé en 1945.
En 1964, en raison de difficultés financières des deux clubs, une fusion est lancée avec le numéro d'affiliation des enfants de Saint-Faron.
Il reprend alors le nom de CS Meaux et joue en niveau promotion d'honneur.
Son équipe fanion multiplie les exploits en Coupe de France devant des affluences records de plus de 7 000 spectateurs, jouant même en 1976 un seizième de finale face au FC Sète en n'évoluant alors qu’en Promotion d’Honneur.
Championne de France de Division 4 en 1980, elle tient pendant une dizaine d’années le haut du pavé en 3e division, manquant la montée en 2e Division à plusieurs reprises.
Lors de la saison 1988-1989, le CS Meaux redescend en Division 4 et Ange Anziani, entraîneur, est licencié. Ce dernier gagne des dommages et intérêts devant les prud'hommes. Le club est alors en cessation de paiement.
En 1991, le club échappe à la liquidation judiciaire par jugement de Tribunal de Grande Instance de Meaux malgré un passif de l'époque de près de 2 000 000 FF.
Les ambitions deviennent plus limitées et s'ensuit une lente descente vers le niveau régional.
En juillet 1998, André Paul Anziani lâche la présidence et laisse Éric Danty prendre la présidence.
En 2007, une nouvelle descente entraîne de nouvelles dissensions dans le club. Les anciens des années 1980 prennent les rênes d'un mouvement en interne pour réformer le club et se recentrer vers les jeunes et la formation.
Devant le refus du président de céder, Éric Danty crée une nouvelle association, l'Academy FC Meaux. Ce club limité à l'école de foot gagne 200 adhérents dès la 1re saison.
Le club a mis en place une entente avec l'Academy FC Meaux sur la gestion de l'école de Football en septembre 2008. Le club devient CS Meaux-Academy par vote de l'Assemblée Générale le 22 mai 2009. L'Academy FC Meaux est dissoute le même jour.
Après un audit d'une année et demi, la direction parvient à chiffrer le dette du club qui se monte à 150 000 € dont 95 000 € de l'emprunt de 1991. La ville de Meaux aide le club à assainir cette dette. Le conseil municipal de janvier 2010 vote une subvention exceptionnelle de 150 000 €.
Le 30 mai 2010 le club a validé sa remontée en Division d'Honneur en battant l'ACBB sur un penalty à la 92e minute.
Lors de la saison suivante, les Meldois accrochent la 3e place du classement. Mamadou Niane termine meilleur buteur avec 17 buts.
Lors de la saison 2011-2012, le club sauve sa place dans l'élite régionale à la faveur d'un match nul contre le RC Montreuil 1-1 avec une égalisation meldoise dans les arrêts de jeu du match. Cette saison est marquée par deux matchs interrompus consécutifs à domicile à la suite d'incidents provoqués par des supporteurs meldois (jets de pétards sur l'aire de jeu). La ligue de Paris donnera les deux matchs perdus sur tapis vert et une suspension de stade de deux matchs.
La saison 2012-2013 est marquée par un fabuleux parcours en Coupe de France, qui s'acheva en 16e de finale uniquement face à une Ligue 1 (AS Saint Étienne) aux tirs au but. La rencontre se déroula à Créteil au Stade Duvauchelle devant 10 000 spectateurs (record du club). En fin de saison, le club n'échappe cependant pas à une descente en DSR et perd également en finale de Coupe de Paris contre Lusitanos Saint Maur. Eric Danty, après 5 ans pour remettre en marche le club quitte ses fonctions de président juin 2013. Il a permis au club d'avoir de nouveau une vraie politique de jeune et de formation et redresser les finances du club.
Lors de la saison 2017-2018, Meaux termine la saison en Régional 1, co-leader après une dernière défaite face à Brice FC (1-3) à domicile, et laissant passer le titre de Champion aux dépens du Mée Sports qui a remporté sa dernière rencontre.
Meaux évolue donc en National 3 lors de la saison 2018-2019. Le CS Meaux, terminant 13e avec 27 points du groupe IDF, à un petit point du premier non relégable, est rétrogradée en Régional 1.
Lors de la saison 2019-2020, en raison de la crise sanitaire de Covid-19 qui frappe la France et le monde entier, la FFF décide de faire monter le club en National 3, après avoir terminé troisième avec 27 points derrière Cergy Pontoise et Saint-Denis. Mais la raison de cette montée est du fait que Meaux, avait en effet, au moins 2 matchs de retard sur ses adversaires direct à la montée en N3 2020-2021.
Le club connaît ensuite des années difficiles avec une relégation en Régional 1 en 2022 puis en Régional 2 en 2024.

### Coupe de France

#### Épopée enCoupe de France 1975-1976
L'équipe, alors en PH, atteindra les 16es de finale de Coupe de France. Elle tombera contre Sète (Division 2) en perdant 3-0 mais en gagnant 2-0 au retour. Tous le parcours fut l'occasion de créer une véritable ferveur populaire autour du club.
L'équipe était composée de : Gondolo, Picard, Picot, Perrichon, Eigen, Decoudou, Latour, Belmudes, Minoli, Herscovici, Porquet (meilleur buteur de la compétition avec 9 buts), Legeard, Lefevbre, Rousseau

#### Épopée enCoupe de France 1976-1977
Monté en DHR, le club renouvelle un beau parcours.
Au 8e tour, victoire contre le Paris FC 1-0 à Corazza. Les Meldois seront éliminés en 32e de finale par Sochaux alors en Division 1 sur le score de 4-1.

#### Épopée enCoupe de France 1985-1986
- 8e tour
  - CS Meaux (D3) 2-0 Saint-Quentin (D4)
- 32e de finale :
  - CS Meaux (D3) 1-0 Chambéry (DH) à Bellay
- 16e de finale
  - Match aller : RC Strasbourg (D1) 3-0 CS Meaux (D3)
  - Match retour : CS Meaux (D3) 2-1 RC Strasbourg (D1)

Composition de Meaux : Ducy, Delozane, Cornille, Pedrotti, Malkoviak (Luzi (81e)), Talpiez (Mendès (65e)), Eustache, Magliozzi, Jean-Marie De Zerbi, Guidicelli, Besnet
Composition Strasbourg : P. Schuth, S. Jenner, V. Cobos, JM. Knapp, R. Vogel (Barraja (37e)), Jean-François Larios, François Brisson, P. Cubaynes, C. Niesser, Éric Pécout, J. Souto
Buts
Jean-Marie De Zerbi (17e) 1-0
Jean-Marie De Zerbi 2-0
François Brisson (62e) 2-1
Après une large défaite au match aller, c'est dans un stade comble et agrandi pour l'occasion (tribune amovible) que l'ogre strasbourgeois est reçu à Meaux.
Très rapidement, les meldois vont mener 2-0 au score. En 2e mi-temps, un 3e but est même marqué par Meaux mais l'arbitre du match refuse de le valider pour un hors jeu contestable. Dans la foulée les strasbourgeois inscrivent un but et enterrent le rêve des franciliens.

#### Épopée enCoupe de France 2012-2013
1er exploit du CS Meaux qui bat aux tirs au but le pensionnaire de CFA, à la faveur d'une panenka de Younes Mokrane et un arrêt de Babou Yatabarre.
- 7e tour
  - AVION (CFA 2) 1-2 CS Meaux (DH)[10]

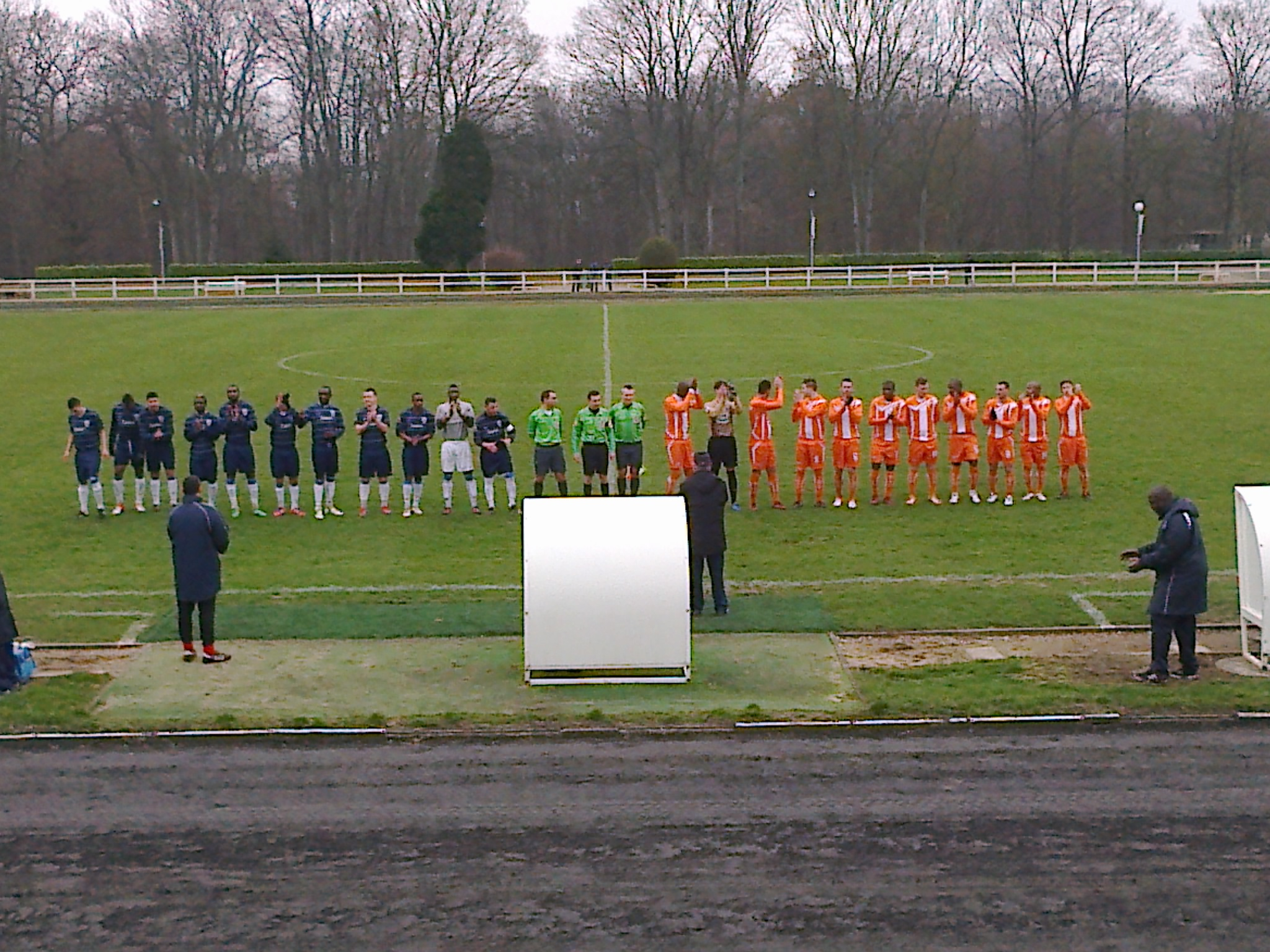
Présentation des équipes lors du match AC Boulogne-Billancourt - CS Meaux Academy du 10 mars 2013 en Division d'Honneur au stade Marcel-Bec de Meudon

En déplacement dans le Pas de Calais, les bleus réalisent un 2e exploit. 40 supporters meldois avaient fait le déplacement pour l'occasion.
- 8e tour
  - CS Meaux (DH) 1-0 (AP) Chambly FC (CFA)

Devant 1 200 personnes, le CS Meaux remportent la victoire pour atteindre les 32e de finale pour la 3e fois de son histoire à la faveur d'un but de Ali Saouti à la 100e minute.
- 32e de finale :
  - CS Meaux (DH) 1-0 Le Portel (DH)

Dans un stade Corazza comble, soit 2241 spectateurs, les bleus vont battre Le Portel sur le score de 1-0 à la faveur d'un but de Bilel El Fathi à la 30e minute.
- 16e de finale
  - CS Meaux (DH) 0-0 AS Saint-Etienne (L1) (TAB 3-5)

Les Meldois ont été contraints de se délocaliser dans l’antre d’un voisin, le stade Dominique Duvauchelle de Créteil, aux trois quarts garnis.
D’entrée, les Verts attaquaient le match par le bon bout. Ils pressaient haut et fort et monopolisaient le ballon. Les Meldois résistaient tant bien que mal. Les coups étaient fréquents si bien que le défenseur latéral Ndikpo fut logiquement expulsé après deux tacles sévères en moins de dix minutes. Meaux n’explorait que rarement le camp stéphanois. Pourtant, un missile d’El Fathi obligea Moulin à être vigilant (70e). Dans le dernier quart d’heure, Aubameyang entra en piste. Sa reprise manquée ne fut pas loin d’être prolongée par Mayi (82e). Les Verts ne trouvaient toujours pas la faille. Ils en étaient quittes pour trente minutes supplémentaires de prolongation. Malgré un coup de tête de Mignot tout près de la lucarne (105e) et un tir rasant de Mayi capté par Yattabare (115e), le score restait vierge. Tout se joua lors de la séance des tirs au but. À cet exercice, la réussite fut stéphanoise quand le milieu de terrain meldois, Mokrane, manqua la cible.

## Palmarès et résultats

### Palmarès
- Division 4 (1) :
  - Champion en 1980
- Coupe de France :
  - Meilleur parcours : 16e de finale en 1976, 1986 et 2013
- Coupe de Paris Île-de-France (1) :
  - Vainqueur en 2015

### Bilan par saison
Le tableau suivant présente le bilan saison par saison du CS Meaux depuis 1964.
| Saison    | Championnat               | Hiérarchie | Hiérarchie | Hiérarchie | Hiérarchie | Hiérarchie | Hiérarchie | Hiérarchie | Pts | J   | G   | N   | P   | BP  | BC  | D   | Coupe de France |
|           | Hiérarchie                | I          | II         | III        | IV         | V          | VI         | VII        |     |     |     |     |     |     |     |     |                 |
| --------- | ------------------------- | ---------- | ---------- | ---------- | ---------- | ---------- | ---------- | ---------- | --- | --- | --- | --- | --- | --- | --- | --- | --------------- |
| 1964-1965 | PHR Paris                 |            |            |            |            |            | 3e         |            | 48  | 22  | 10  | 6   | 6   | 41  | 33  | +8  |                 |
| 1965-1966 | PHR Paris                 |            |            |            |            |            | 4e         |            | ... | ... | ... | ... | ... | ... | ... | ... |                 |
| 1966-1967 | PHR Paris                 |            |            |            |            |            | 4e         |            | ... | ... | ... | ... | ... | ... | ... | ... |                 |
| 1967-1968 | PHR Paris                 |            |            |            |            |            |            |            | ... | ... | ... | ... | ... | ... | ... | ... |                 |
| 1968-1969 | PHR Paris                 |            |            |            |            |            | 4e         |            | 47  | 22  | 8   | 9   | 5   | 33  | 28  | +5  |                 |
| 1969-1970 | PHR Paris                 |            |            |            |            |            | 6e         |            | 43  | 22  | 8   | 5   | 9   | 23  | 26  | -3  |                 |
| 1970-1971 | PHR Paris                 |            |            |            |            |            | 5e         |            | 45  | 22  | 6   | 11  | 5   | 24  | 24  | 0   |                 |
| 1971-1972 | PHR Paris                 |            |            |            |            |            | 2e         |            | 52  | 22  | 13  | 4   | 5   | 36  | 19  | +17 |                 |
| 1972-1973 | PHR Paris                 |            |            |            |            |            | 2e         |            | 50  | 22  | 13  | 2   | 7   | 44  | 28  | +16 | 7e tour         |
| 1973-1974 | PHR Paris                 |            |            |            |            |            | 4e         |            | 46  | 22  | 9   | 6   | 7   | 40  | 28  | +12 | 3e tour         |
| 1974-1975 | PHR Paris                 |            |            |            |            |            | 2e         |            |     |     |     |     |     |     |     |     | 2e tour         |
| 1975-1976 | PHR Paris                 |            |            |            |            |            | 1er        |            |     |     |     |     |     |     |     |     | 16e de finale   |
| 1976-1977 | DHR Paris                 |            |            |            |            | 1er        |            |            | 54  | 22  | 13  | 6   | 3   | 49  | 26  | +23 | 32e de finale   |
| 1977-1978 | DH Paris                  |            |            |            | 5e         |            |            |            | 49  | 22  | 11  | 5   | 6   | 38  | 28  | 10  | 6e tour         |
| 1978-1979 | Division 4 (Groupe A)     |            |            |            | 3e         |            |            |            | 33  | 26  | 13  | 7   | 6   | 42  | 20  | 22  | -               |
| 1979-1980 | Division 4 (Groupe A)     |            |            |            | 1er        |            |            |            | 46  | 26  | 21  | 4   | 1   | 78  | 23  | 55  | 6e tour         |
| 1980-1981 | Division 3 (Ouest)        |            |            | 8e         |            |            |            |            | 31  | 30  | 12  | 7   | 11  | 38  | 45  | -7  | -               |
| 1981-1982 | Division 3 (Nord)         |            |            | 10e        |            |            |            |            | 29  | 30  | 10  | 9   | 11  | 37  | 46  | -9  | -               |
| 1982-1983 | Division 3 (Nord)         |            |            | 8e         |            |            |            |            | 31  | 30  | 11  | 9   | 10  | 38  | 43  | -5  | 7e tour         |
| 1983-1984 | Division 3 (Est)          |            |            | 13e        |            |            |            |            | 26  | 30  | 10  | 6   | 14  | 29  | 38  | -11 | -               |
| 1984-1985 | Division 3 (Nord)         |            |            | 6e         |            |            |            |            | 33  | 30  | 10  | 13  | 7   | 39  | 37  | 2   | -               |
| 1985-1986 | Division 3 (Nord)         |            |            | 5e         |            |            |            |            | 33  | 30  | 12  | 9   | 9   | 41  | 41  | 0   | 16e de finale   |
| 1986-1987 | Division 3 (Nord)         |            |            | 5e         |            |            |            |            | 35  | 30  | 10  | 15  | 5   | 41  | 31  | 10  | 6e tour         |
| 1987-1988 | Division 3 (Centre)       |            |            | 10e        |            |            |            |            | 28  | 30  | 8   | 12  | 10  | 45  | 54  | 10  | -               |
| 1988-1989 | Division 3 (Est)          |            |            | 14e        |            |            |            |            | 27  | 30  | 9   | 9   | 12  | 35  | 48  | -13 | 8e tour         |
| 1989-1990 | Division 4 (Groupe A)     |            |            |            | 10e        |            |            |            | 21  | 26  | 7   | 7   | 12  | 21  | 31  | -10 | -               |
| 1990-1991 | Division 4 (Groupe A)     |            |            |            | 12e        |            |            |            | 19  | 26  | 4   | 11  | 11  | 18  | 37  | -19 | -               |
| 1991-1992 | Division 4 (Groupe A)     |            |            |            | 10e        |            |            |            | 23  | 26  | 8   | 7   | 11  | 31  | 43  | -12 | -               |
| 1992-1993 | Division 4 (Groupe A)     |            |            |            | 12e        |            |            |            | 21  | 26  | 5   | 11  | 10  | 18  | 26  | -8  | -               |
| 1993-1994 | DH Paris Île-de-France    |            |            |            |            |            | 8e         |            | 47  | 24  | 6   | 11  | 7   | 23  | 28  | -5  | -               |
| 1994-1995 | DH Paris Île-de-France    |            |            |            |            |            | 9e         |            | 41  | 22  | 6   | 7   | 9   | 22  | 31  | -9  | -               |
| 1995-1996 | DH Paris Île-de-France    |            |            |            |            |            | 6e         |            | 52  | 24  | 8   | 6   | 8   | 25  | 26  | -1  | -               |
| 1996-1997 | DH Paris Île-de-France    |            |            |            |            |            | 7e         |            | 51  | 22  | 0   | 0   | 0   | 0   | 0   | 0   | -               |
| 1997-1998 | DH Paris Île-de-France    |            |            |            |            |            | 9e         |            | 46  | 22  | 6   | 6   | 10  | 30  | 34  | -4  | 8e tour         |
| 1998-1999 | DH Paris Île-de-France    |            |            |            |            |            | 6e         |            | 54  | 22  | 9   | 5   | 8   | 0   | 0   | 0   | -               |
| 1999-2000 | DH Paris Île-de-France    |            |            |            |            |            | 6e         |            | 58  | 24  | 10  | 4   | 10  | 34  | 32  | 2   | -               |
| 2000-2001 | DH Paris Île-de-France    |            |            |            |            |            | 11e        |            | 51  | 24  | 7   | 7   | 9   | 34  | 34  | 0   | 32e de finale   |
| 2001-2002 | DH Paris Île-de-France    |            |            |            |            |            | 11e        |            | 55  | 26  | 7   | 8   | 11  | 24  | 37  | -13 | 32e de finale   |
| 2002-2003 | DH Paris Île-de-France    |            |            |            |            |            | 11e        |            | 54  | 26  | 8   | 4   | 14  | 32  | 37  | -5  | -               |
| 2003-2004 | DH Paris Île-de-France    |            |            |            |            |            | 11e        |            | 53  | 26  | 6   | 12  | 8   | 25  | 27  | -2  | -               |
| 2004-2005 | DH Paris Île-de-France    |            |            |            |            |            | 6e         |            | 66  | 26  | 11  | 10  | 5   | 37  | 22  | 15  | -               |
| 2005-2006 | DH Paris Île-de-France    |            |            |            |            |            | 10e        |            | 52  | 26  | 6   | 8   | 12  | 29  | 35  | -6  | -               |
| 2006-2007 | DH Paris Île-de-France    |            |            |            |            |            | 14e        |            | 46  | 26  | 3   | 11  | 12  | 26  | 45  | -19 | -               |
| 2007-2008 | DSR-A Paris Île-de-France |            |            |            |            |            |            | 7e         | 50  | 22  | 7   | 7   | 8   | 30  | 27  | 3   | -               |
| 2008-2009 | DSR-A Paris Île-de-France |            |            |            |            |            |            | 10e        | 46  | 22  | 6   | 6   | 10  | 34  | 30  | 4   | -               |
| 2009-2010 | DSR-B Paris Île-de-France |            |            |            |            |            |            | 1er        | 68  | 22  | 14  | 4   | 4   | 30  | 16  | 14  | 4e tour         |
| 2010-2011 | DH Paris Île-de-France    |            |            |            |            |            | 3e         |            | 74  | 26  | 14  | 6   | 6   | 35  | 23  | 12  | 6e tour         |
| 2011-2012 | DH Paris Île-de-France    |            |            |            |            |            | 10e        |            | 55  | 26  | 7   | 10  | 9   | 25  | 31  | -6  | 2e tour         |
| 2012-2013 | DH Paris Île-de-France    |            |            |            |            |            | 13e        |            | 56  | 26  | 8   | 6   | 12  | 28  | 25  | +3  | 16e de finale   |
| 2013-2014 | DSR-B Paris Île-de-France |            |            |            |            |            |            | 3e         | 65  | 22  | 14  | 1   | 7   | 33  | 25  | +8  | 4e tour         |
| 2014-2015 | DSR-A Paris Île-de-France |            |            |            |            |            |            | 4e         | 56  | 22  | 9   | 7   | 6   | 33  | 26  | +7  | 8e tour         |
| 2015-2016 | DSR-B Paris Île-de-France |            |            |            |            |            |            | 7e         | 53  | 22  | 8   | 7   | 7   | 38  | 30  | +8  | 3e tour         |
| 2016-2017 | DSR-B Paris Île-de-France |            |            |            |            |            |            | 2e         | 67  | 22  | 14  | 3   | 5   | 35  | 22  | +13 |                 |
| 2017-2018 | Régional 1 IDF            |            |            |            |            |            | 2e         |            | 50  | 26  | 15  | 5   | 6   | 44  | 25  | +19 | 4e tour         |
| 2018-2019 | National 3 (Gr. L)        |            |            |            |            | 13e        |            |            | 27  | 26  | 7   | 6   | 13  | 29  | 42  | -12 |                 |
| 2019-2020 | Régional 1 IDF (Gr. A)    |            |            |            |            |            | 1er        |            | 27  | 13  | 8   | 3   | 2   | 20  | 13  | +7  | 7e tour         |
| 2020-2021 | National 3 (Gr. L)        |            |            |            |            | 13e        |            |            | 4   | 6   | 1   | 1   | 4   | 4   | 11  | -7  | 3e tour         |
| 2021-2022 | National 3 (Gr. L)        |            |            |            |            | 14e        |            |            | 21  | 26  | 4   | 10  | 12  | 16  | 24  | -18 | 4e tour         |
| 2022-2023 | Régional 1 IDF (Gr. B)    |            |            |            |            |            | 3e         |            | 36  | 22  | 10  | 6   | 6   | 32  | 28  | +4  | 5e tour         |
| 2023-2024 | Régional 1 IDF (Gr. B)    |            |            |            |            |            | 11e        |            | 25  | 22  | 7   | 4   | 11  | 26  | 39  | -13 | 3e tour         |

| Champion / vainqueur | Promu | Relégué |

## Personnalités

### Présidents
Liste des présidents du club depuis 2002.
- 2002-2003 :  Ange Anziani
- 2003-2008 :  André-Paul Anziani
- 2008-2020 :  Éric Danty
- 2020-20-- :  Pierre Brène

### Entraîneurs
- 1975-1988 :  Ange Anziani
- 1989-1992 :  Olivier Boulesteix
- 1993-1996 :  Henri Atamaniuk
- 1996-1997 :  Régis Roch
- 1997-1998 :  Thierry Bocquet
- 1998-1999 :  Alain de Martigny
- 1999-1999 :  Daniel Talbierz
- 1999-2001 :  Sébastien Artale
- 2001-nov. 2002 :  Pierre Haon
- 2002-2003 :  Jacky Gourdon
- 2002-2003 :  Jacky Hachoud
- 2003-2004 :  Jacky Lemée
- 2004-2006 :  Jacky Gourdon
- 2006-2007 :  Sébastien Dos Santos
- 2007-2008 :  Éric Caballero
- 2008-mai 2009 :  David Baltase
- mai-juin 2009 :  Sébastien Artale
- 2009-2022 :  Samir Salah
- 2022-20-- :  Fabrice Moreau

### Anciens joueurs
Plusieurs joueurs devenus professionnels ont joué pour le CS Meaux football :
- Yohann Pelé
- Francis Llacer
- Frédéric Déhu
- Geoffrey Jourdren
- Steve Pinau
- Olivier N'Siabamfumu
- Yannick Yenga
- Karim Essediri
- Hassen Bahri
- Jean-Félix Dorothée
- Thievy Bifouma
- Hakeem Achour